# Barbeyella minutissima
Barbeyella minutissima é uma espécie de mixozoário da ordem Echinosteliales [en], sendo a única espécie do gênero Barbeyella. Descrita pela primeira vez em 1914 nas montanhas do Jura, seu habitat é restrito a florestas de abeto e abeto-pícea em regiões montanhosas do Hemisfério Norte, onde foi registrada na Ásia, Europa e América do Norte. Geralmente, coloniza troncos cobertos de algas viscosas que perderam a casca e estão parcial ou totalmente recobertos por hepáticas. Os esporângios são aproximadamente esféricos, com até 0,2 mm de diâmetro, sustentados por um pedúnculo fino de até 0,7 mm de altura. Após o desenvolvimento dos esporos, as paredes dos esporângios se dividem em lobos. A espécie é uma das menores representantes dos Myxogastria e é considerada rara.

## Taxonomia e classificação
A espécie foi descrita em 1914 por Charles Meylan [en], com base em uma coleta realizada a 1400 m de altitude nas montanhas do Jura, na Suíça, em setembro de 1913. Meylan considerou que a espécie justificava a criação de um novo gênero devido ao modo único de deiscência e à estrutura do capilício. O gênero foi nomeado em homenagem ao botânico suíço William Barbey [en] (1842–1914). Junto com o gênero Clastoderma [en], constitui a família Clastodermataceae [en]. Estudos da ultraestrutura dos esporocarpos sugerem que Barbeyella ocupa uma posição sistemática intermediária entre os Echinosteliales e os Stemonitales [en].

## Características
O protoplasmodium, uma massa granular microscópica e indiferenciada com uma bainha viscosa, é transparente e incolor. Um único esporangióforo (estrutura frutífera) é produzido a partir do protoplasmodium semiesférico, que tem cerca de uma vez e meia o diâmetro dos esporângios maduros. Durante a maturação, surgem manchas escuras, e o centro do protoplasma escurece. O protoplasmodium transparente e branco-leitoso sobe pelo pedúnculo até o topo, onde são produzidos o capilício [en], o perídio e, finalmente, os esporos. Em temperatura ambiente, esse processo leva aproximadamente um dia.
Os esporângios de Barbeyella, de coloração marrom-escura ou roxo-escura, levemente translúcidos e com pedúnculo longo, são esféricos, com 0,15 a 0,2 mm de diâmetro, e, junto com o pedúnculo, medem de 0,3 a 0,7 mm de comprimento. Geralmente, estão dispersos no substrato, mas também podem formar colônias soltas e numerosas. O hipotálio [en] (tecido que sustenta o esporangióforo) tem pelo menos 0,7 mm de diâmetro e apresenta uma coloração marrom-avermelhada quando cresce em madeira, embora seja invisível em musgos. O pedúnculo marrom-escuro, com até 0,1 mm de espessura, afina-se para 5 μm na extremidade superior e contém resíduos protoplasmáticos. A columela, que surge na ponta do pedúnculo, desenvolve-se na extremidade superior, a cerca de metade da altura do esporangióforo, em 7 a 13 filamentos de capilício [en], simples ou ocasionalmente bifurcados, com 1 a 4 μm de diâmetro e coloração marrom-escura. Geralmente isolados, mas por vezes em pares, esses filamentos são firmemente fundidos aos segmentos lobados do perídio, que são redondos em seção transversal. Quando os esporos amadurecem, o esporângio se divide, esvaziando-se em direção à base do perídio, o que impede o desprendimento dos lobos e permite a dispersão dos esporos por um período mais longo, semelhante a uma cápsula deiscente. Os esporângios são preenchidos na parte superior com grânulos protoplasmáticos, que diminuem progressivamente em direção à base. Dependendo do tamanho desses grânulos, os esporângios podem parecer papilados ou lisos.
A massa de esporos é marrom-escura ou marrom sob luz polarizada [en]. A textura da superfície varia de quase lisa a verrucosa, com esporos medindo 7–9 μm de diâmetro. No entanto, material coletado em Oregon difere do material europeu em vários aspectos: o corpo frutífero é marrom; o ramificamento do capilício a partir da columela é diferente (com ramificações primárias e secundárias, em vez de ramificações radiantes a partir de uma ponta expandida); a massa de esporos é bege, e os esporos individuais medem 10–12 μm.

## Habitat e distribuição
Barbeyella minutissima é considerada rara. Seu habitat corresponde a florestas montanhosas de abeto-pícea no Hemisfério Norte, geralmente restrito a altitudes entre 500 e 2500 m, embora possa aparecer ocasionalmente ao nível do mar ou até 3500 m. Foi registrada na Europa (Finlândia, Alemanha, Suíça, Polônia, Romênia, Letônia e Rússia), na América do Norte (oeste e leste: Washington, Oregon, Califórnia, México, Carolina do Norte, Carolina do Sul e Virgínia), nos Himalaias indianos e no Japão. É relativamente comum em florestas de abeto em vulcões mexicanos de alta altitude, sugerindo que a dispersão de esporos pelo ar é eficaz.

## Ecologia
A espécie cresce exclusivamente em madeira morta, ligeiramente a fortemente apodrecida e sem casca, em florestas de coníferas em áreas frias e úmidas. A madeira é geralmente coberta de 40 a 100% por hepáticas, especialmente dos gêneros Nowellia [en] ou Cephalozia [en]. Barbeyella minutissima foi encontrada crescendo sobre a hepática Lepidozia reptans [en], embora Nowellia curvifolia [en] seja o principal indicador para o mixozoário. Além das hepáticas, Barbeyella é encontrada em associação com algas unicelulares. Presume-se que o protoplasmodium fagocite as algas ou as bactérias em sua superfície. Outras espécies de Myxogastria são frequentemente encontradas junto com Barbeyella, especialmente Lepidoderma tigrinum, Lamproderma columbinum e Colloderma oculatum [en]. O fungo mixomiceticólo (que vive sobre ou dentro dos corpos frutíferos de mixomicetos) Aphanocladium album foi relatado crescendo em espécimes de Barbeyella minutissima coletados na Carolina do Norte.